# 瑞典浸信会
瑞典浸信会（瑞典语：Svenska Baptistsamfundet；英语：Baptist Union of Sweden）是瑞典的浸礼宗教会。
瑞典的第一个浸信会成立于1848年9月21日。1889年成立瑞典浸信会联会。1934年达到顶峰，有 68 000 名信徒。2006年，还有 17 000名信徒，223个堂会。
2011-2012年，瑞典浸信会与瑞典行道会（瑞典语：Svenska Missionskyrkan；英语：Mission Covenant Church of Sweden）和瑞典卫理公会（瑞典语：Metodistkyrkan i Sverige；英语：Methodist Church of Sweden）合并，成立联合教会。

## 差会
瑞典浸信会于1891-1950年在中国山东省从事传教活动，传教站有胶州（1892年）和诸城县（1904年），布道范围包括胶县、诸城、高密、日照四县。1919年,有13名西教士，受餐信徒1217人。1935年，瑞典浸信会在山东有教堂10处，西教士23人，华传道89人，受餐信徒4204人，并开办胶州瑞华中学、诸城孤儿院。会长驻胶州。